# Aniela Rzyszczewska
Aniela Rzyszczewska herbu Pobóg (ur. 15 maja 1910 w Warszawie, zm. 1 maja 1986 w Gdańsku) – uczestniczka konkursów piękności, Wicemiss Polonia 1929.

## Życiorys
Była córką Władysława Józefa Rzyszczewskiego i Wandy Ireny z Przywieczerskich. Jej prapradziadkiem był oficer rosyjski i napoleoński, generał wojska polskiego Gabriel Stanisław Rzyszczewski. W styczniu 1929 wzięła udział w pierwszym polskim konkursie piękności Miss Polonia, którego finał odbył się 27 stycznia 1929 w warszawskim Hotelu Polonia. Rzyszczewska zajęła w konkursie drugie miejsce i otrzymała wraz z Hanną Daszyńską, córką Marszałka Sejmu, Ignacego Daszyńskiego, tytuł wicemiss. W polskiej prasie opisywana była jako „szatynka o cudnych szafirowych oczach, które miały barwę włoskiego nieba”. Rok później ponownie wzięła udział w konkursie Miss Polonia, jednak tuż przed finałem zrezygnowała z kandydatury.
W 1932 wyszła za mąż za lotnika wojskowego i sportowego porucznika Józefa Lewoniewskiego, który 12 marca 1933 awansował na stanowisko kapitana. W okresie narzeczeństwa para spotykała się na Moście Poniatowskiego w Warszawie, a Lewoniewski dotrzymywał terminów spotkań, przelatując pod przęsłem mostu. Mąż Rzyszczewskiej zginął 11 września 1933 w katastrofie lotniczej we wsi Zasurskoje koło Jadrina pod Kazaniem. Drugim mężem Anieli Rzyszczewskiej był Wacław Zakrzewski, który zginął w obozie koncentracyjnym w czasie II wojny światowej. Z małżeństwa tego doczekała się syna Jerzego Wojciecha. 28 marca 1956 wyszła za mąż za nauczyciela muzyki Józefa Trzeciaka, lecz małżeństwo to zakończyło się rozwodem. Została pochowana na cmentarzu parafialnym w Sopocie.